# Nekrolog 1. Quartal 1934
Nekrolog
◄◄
| ◄
| 1930
| 1931
| 1932
| 1933
| 1934 | 1935 | 1936 | 1937 | 1938 | ► | ►►
1. Quartal |
2. Quartal |
3. Quartal |
4. Quartal 1934
Weitere Ereignisse | Allgemeiner Nekrolog 1934
Die Beschreibung der verstorbenen Person sollte so kurz wie möglich gehalten sein und nur deren signifikante Tätigkeit(en) enthalten.
Neue Namen ggf. auch unter dem Geburts- und Sterbedatum, also etwa unter 1. Januar und im Geburts- und Sterbejahr (2024) eintragen (nur bei entsprechender großer Wichtigkeit). Für Beispiele siehe die schon vorhandenen Artikel.
Außerdem über die fünf zuletzt Verstorbenen, zu denen es einen ausreichend guten Artikel für eine Präsentation auf der Hauptseite gibt, nach der todesbedingten Überarbeitung der Artikel ggf. auch unter Wikipedia Diskussion:Hauptseite informieren und sie am besten auch in den anderen Wikipedia-Sprachversionen eintragen. Tipp: Regelmäßig bei news.google.de nach „ist tot“, „gestorben“ oder „verstorben“ suchen.
Wenn eine Person gestorben ist, gibt es viele Seiten zu dieser Person in der Wikipedia, die davon auch betroffen sind und entsprechend aktualisiert werden müssen. Beispiele: Namenübersichtsseite, Geburtsjahr, Geburtsort-Seiten und viele mehr.
Wie finde ich die betroffenen Seiten?
Im Suchfeld auf der linken Seite gibt man den Suchbegriff so ein: „Vorname Nachname“. Dann klickt man auf Volltext und alle Seiten mit entsprechendem Suchtext werden aufgerufen. Hier sieht man dann schnell, wo auch das Todesjahr Sinn macht oder sogar ein Teil des Artikels angepasst werden muss. Auch hilft das „Werkzeug“ auf der linken Seite sehr gut, um solche Seiten aufzufinden: „Links auf diese Seite“. Somit ist die Wikipedia wieder aktuell in allen Bereichen! Hinweis: bei Eintragung der Kategorie „Gestorben JAHR“ wird der Missbrauchsfilter 49 ausgelöst, was jedoch nicht schlimm ist. Siehe: Spezial:Missbrauchsfilter/49
Dies ist eine Liste von im ersten Quartal 1934 verstorbenen bekannten Persönlichkeiten. Die Einträge erfolgen innerhalb der einzelnen Daten alphabetisch sortiert. Tiere sind im Nekrolog für Tiere zu finden.

## Januar
| Tag        | Name                              | Beruf, bekannt als                                                                            | Alter | Beleg |
| ---------- | --------------------------------- | --------------------------------------------------------------------------------------------- | ----- | ----- |
| 1. Januar  | Blagoje Bersa                     | jugoslawischer Komponist                                                                      | 60    |       |
| 1. Januar  | Hans von Lüpke                    | evangelischer Theologe                                                                        | 67    |       |
| 1. Januar  | Max Sauerlandt                    | deutscher Kunsthistoriker und Museumsleiter                                                   | 53    |       |
| 1. Januar  | Jakob Wassermann                  | deutscher Schriftsteller                                                                      | 60    |       |
| 2. Januar  | William J. Cary                   | US-amerikanischer Politiker                                                                   | 68    |       |
| 2. Januar  | Alexander Iven                    | deutscher Bildhauer                                                                           | 79    |       |
| 2. Januar  | Pierre de La Gorce                | französischer Jurist, Richter und Historiker                                                  | 87    |       |
| 2. Januar  | Gregor Müller                     | österreichischer Ordenspriester, Redakteur und Historiker                                     | 91    |       |
| 2. Januar  | Louis Neher                       | österreichisch-böhmischer Stummfilmschauspieler, Stummfilmregisseur und Drehbuchautor         | 37    |       |
| 2. Januar  | Gabriel Parès                     | französischer Militärmusiker, Komponist und Arrangeur                                         | 73    |       |
| 3. Januar  | Eugène Beyens                     | belgischer Politiker und Diplomat                                                             | 78    |       |
| 3. Januar  | Gustav Diercks                    | deutscher Kulturhistoriker                                                                    | 81    |       |
| 3. Januar  | Eugen von Falkenhayn              | preußischer Offizier, zuletzt General der Kavallerie im Ersten Weltkrieg sowie Oberhofmeister | 80    |       |
| 3. Januar  | Anton Heinen                      | deutscher katholischer Priester und Erwachsenenpädagoge                                       | 64    |       |
| 3. Januar  | Alexander Munro                   | britischer Tauzieher                                                                          | 63    |       |
| 3. Januar  | Edvard Rambusch                   | Politiker                                                                                     | 87    |       |
| 3. Januar  | Georg Heinrich Wahle              | deutscher Rechtswissenschaftler                                                               | 79    |       |
| 4. Januar  | David Fischer                     | deutscher Jurist und Verwaltungsbeamter                                                       | 60    |       |
| 4. Januar  | Ludwig Pappenheim                 | deutscher Politiker (SPD)                                                                     | 46    |       |
| 4. Januar  | Josef Rüf                         | österreichischer Politiker (CS), Landtagsabgeordneter                                         | 51    |       |
| 4. Januar  | Gerhard Thomsen                   | deutscher Mathematiker                                                                        | 34    |       |
| 5. Januar  | Friedrich Wiegand                 | deutscher Theologe und Hochschullehrer                                                        | 73    |       |
| 6. Januar  | Herbert Chapman                   | englischer Fußballspieler und -trainer                                                        | 55    |       |
| 6. Januar  | Eucarpio Espinosa                 | chilenischer Maler                                                                            |       |       |
| 6. Januar  | Erich Kaiser                      | deutscher Geologe                                                                             | 62    |       |
| 6. Januar  | Alister MacKenzie                 | schottischer Golfarchitekt                                                                    | 63    |       |
| 6. Januar  | Marcelle Sauvageot                | französische Schriftstellerin und Lehrerin                                                    |       |       |
| 6. Januar  | Jules Tessier                     | kanadischer Politiker, Präsident der Nationalversammlung von Québec, Bundessenator            | 81    |       |
| 7. Januar  | Augustin Dubail                   | französischer General                                                                         | 82    |       |
| 7. Januar  | Anton Hanak                       | österreichischer Bildhauer                                                                    | 58    |       |
| 8. Januar  | Andrei Bely                       | russischer Dichter und Theoretiker des Symbolismus                                            | 53    |       |
| 8. Januar  | Götz von König                    | preußischer General der Kavallerie im Ersten Weltkrieg                                        | 84    |       |
| 8. Januar  | Adolf Rettelbusch                 | deutscher Maler                                                                               | 75    |       |
| 8. Januar  | Alexandre Stavisky                | französischer Hochstapler                                                                     | 47    |       |
| 8. Januar  | Gustav Zinnow                     | deutscher Architekt                                                                           | 87    |       |
| 9. Januar  | Hakaru Hashimoto                  | japanischer Chirurg und Pathologe                                                             | 52    |       |
| 9. Januar  | Pierre-Georges Jeanniot           | französischer Maler, Zeichner, Aquarellist, Graveur und Offizier                              | 85    |       |
| 9. Januar  | Karl Kihn                         | deutscher Arzt und Geschichts- und Heimatforscher                                             | 79    |       |
| 9. Januar  | Wilhelm Langewiesche              | deutscher Verleger und Schriftsteller                                                         | 67    |       |
| 9. Januar  | August Ludwig Schwenzer           | deutscher Bildhauer, Restaurator und Hochschullehrer                                          | 86    |       |
| 10. Januar | Vincenzo Ferroni                  | italienischer Komponist und Musikpädagoge                                                     | 75    |       |
| 10. Januar | Ilse Heller-Lazard                | deutsch-schweizerische Malerin                                                                | 49    |       |
| 10. Januar | Marinus van der Lubbe             | niederländischer Arbeiter, Hauptverdächtiger im Fall des Reichstagsbrands 1933                | 24    |       |
| 10. Januar | Wilhelm Mönke                     | deutscher Landwirt und Politiker (DNVP, parteilos), MdR                                       | 47    |       |
| 11. Januar | Franz Feilmayr                    | deutscher Politiker (Zentrum), MdR                                                            | 63    |       |
| 11. Januar | Bernhard von Schenck              | deutscher Verwaltungsbeamter im preußischen Staatsdienst                                      | 82    |       |
| 11. Januar | Helen Zimmern                     | englische Schriftstellerin                                                                    | 87    |       |
| 12. Januar | Friedrich Dörnhöffer              | österreichischer Kunsthistoriker                                                              | 68    |       |
| 12. Januar | Paul Kochanski                    | polnischer Violinist, Komponist und Arrangeur                                                 | 46    |       |
| 12. Januar | Surya Sen                         | bengalischer Revolutionär im Chittagong-Aufstand                                              |       |       |
| 12. Januar | Peter Strauß                      | österreichischer Tagelöhner, Opfer des Austrofaschismus                                       | 33    |       |
| 12. Januar | Otto Tilmann                      | deutscher Chirurg                                                                             | 71    |       |
| 13. Januar | Cassius Marcellus Coolidge        | US-amerikanischer Maler                                                                       | 89    |       |
| 13. Januar | Hayata Bunzō                      | japanischer Botaniker                                                                         | 59    |       |
| 13. Januar | Joseph Marmon                     | deutscher katholischer Geistlicher und Pfarrer in Sigmaringen                                 | 75    |       |
| 13. Januar | Justin de Selves                  | französischer leitender Beamter und Politiker in der Dritten Republik                         | 85    |       |
| 13. Januar | Paul Villard                      | französischer Physiker und Chemiker, Entdecker der Gammastrahlung                             | 73    |       |
| 14. Januar | Alexander Dietz                   | Rechtsanwalt und Notar sowie Wirtschafts- und Sozialhistoriker                                | 69    |       |
| 14. Januar | Jean-Baptiste Marchand            | französischer Offizier und Afrikaforscher                                                     | 70    |       |
| 14. Januar | Joseph Meder                      | österreichischer Kunsthistoriker                                                              | 76    |       |
| 14. Januar | Paul Vieille                      | französischer Chemiker                                                                        | 79    |       |
| 15. Januar | Hermann Bahr                      | österreichischer Schriftsteller, Dramatiker sowie Theater- und Literaturkritiker              | 70    |       |
| 15. Januar | Karl Krepp                        | österreichischer Architekt                                                                    | 56    |       |
| 15. Januar | Karl Lindau                       | österreichischer Schauspieler und Schriftsteller                                              | 80    |       |
| 16. Januar | Ludwig Hotopp                     | deutscher Bauingenieur und Erfinder einer Schleusenart                                        | 79    |       |
| 16. Januar | Erich Mäder                       | deutscher Politiker (SPD)                                                                     | 36    |       |
| 16. Januar | Anton Schmaus                     | deutscher Zimmermann, Mordopfer der Köpenicker Blutnacht (SPD)                                | 23    |       |
| 17. Januar | John S. Johnson                   | US-amerikanischer Radsportler                                                                 | 60    |       |
| 17. Januar | Karl Fritsch                      | österreichischer Botaniker                                                                    | 69    |       |
| 18. Januar | Emmanuel Coste                    | französischer römisch-katholischer Geistlicher und Erzbischof                                 | 60    |       |
| 18. Januar | Otakar Ševčík                     | tschechischer Violinist                                                                       | 81    |       |
| 19. Januar | Karl Arnsperger                   | deutscher Verwaltungsbeamter                                                                  | 63    |       |
| 19. Januar | Karl Friedrich Heck               | deutscher katholischer Priester, Lehrer und Heimatforscher                                    | 59    |       |
| 19. Januar | Jan Kleski                        | Abgeordneter, Mitglied des Sejm                                                               | 73    |       |
| 19. Januar | Richard Kockel                    | deutscher Pathologe                                                                           | 69    |       |
| 19. Januar | Hans Lanser-Ludolff               | deutscher Schauspieler, Theaterregisseur und Schriftsteller                                   | 73    |       |
| 19. Januar | Friedrich Paeplow                 | deutscher Politiker (SPD), MdHB, MdR                                                          | 73    |       |
| 19. Januar | Charles Wood, 2. Viscount Halifax | britischer Peer und Politiker                                                                 | 95    |       |
| 20. Januar | Berthe Dagmar                     | französische Schauspielerin                                                                   | 52    |       |
| 20. Januar | Franz Drescher                    | deutscher Industrieller                                                                       | 62    |       |
| 20. Januar | Mariana Griswold Van Rensselaer   | US-amerikanische Kunstkritikerin und Dichterin                                                | 82    |       |
| 20. Januar | Georg Kapsch                      | österreichischer Bauingenieur                                                                 | 60    |       |
| 20. Januar | Benno Koppenhagen                 | deutscher Arzt und Schriftsteller                                                             | 66    |       |
| 20. Januar | William Stewart Mitchell d’Urban  | britischer Botaniker und Zoologe                                                              | 97    |       |
| 21. Januar | Julius Bauschinger                | deutscher Astronom                                                                            | 73    |       |
| 21. Januar | Carl Bruhns                       | deutscher Dermatologe                                                                         | 64    |       |
| 21. Januar | Alfred Christlieb                 | deutscher evangelischer Theologe                                                              | 67    |       |
| 21. Januar | Friedrich Ferdinand               | Herzog von Schleswig-Holstein-Sonderburg-Glücksburg                                           | 78    |       |
| 21. Januar | Ulrich Bonnell Phillips           | US-amerikanischer Historiker                                                                  | 56    |       |
| 21. Januar | Hermann Oscar Rohleder            | deutscher Mediziner                                                                           | 67    |       |
| 21. Januar | Robert Wilson Shufeldt junior     | US-amerikanischer Ornithologe, Arzt und Offizier der Armee                                    | 83    |       |
| 21. Januar | Georg Stolt                       | deutscher Politiker (USPD; KPD)                                                               | 54    |       |
| 21. Januar | Johannes Tack                     | deutscher Beamter und Staatsrat in Bremen                                                     | 59    |       |
| 21. Januar | Hans von Troilo                   | deutscher Unternehmer und Politiker (DNVP), MdR                                               | 68    |       |
| 21. Januar | Paul Ludwig Troost                | deutscher Architekt                                                                           | 55    |       |
| 21. Januar | Hermann Umfrid                    | deutscher evangelischer Pfarrer in der Stadt Niederstetten                                    | 41    |       |
| 22. Januar | Carl Eichhorn                     | deutscher Pfarrer                                                                             | 78    |       |
| 23. Januar | Adolf Boyé                        | deutscher Diplomat und Wirtschaftsfachmann                                                    | 64    |       |
| 23. Januar | Hedwig Heyl                       | deutsche Vertreterin der konservativen Frauenrechtsbewegung                                   | 83    |       |
| 23. Januar | Walter O. Hoffecker               | US-amerikanischer Politiker                                                                   | 79    |       |
| 23. Januar | Paul Löwigt                       | Bürgermeister in Lübeck                                                                       | 60    |       |
| 23. Januar | Fritz Milkau                      | deutscher Bibliothekar und Bibliothekswissenschaftler                                         | 74    |       |
| 23. Januar | László Székely                    | ungarischer Architekt                                                                         | 56    |       |
| 24. Januar | Clara Blüthgen                    | deutsche Schriftstellerin                                                                     | 77    |       |
| 24. Januar | Wilhelm Dodel                     | deutscher Jurist                                                                              | 83    |       |
| 24. Januar | Georg Hermann Engelhardt          | deutscher Landschaftsmaler                                                                    | 78    |       |
| 24. Januar | Elise Hannemann                   | deutsche Ernährungsphysiologin und Kochlehrerin                                               | 84    |       |
| 24. Januar | Otto von Hentig                   | deutscher Politiker der Kaiserzeit                                                            | 81    |       |
| 24. Januar | Felix Knubben                     | deutscher Komponist und Kirchenmusiker                                                        | 53    |       |
| 24. Januar | Bertram Williams                  | kanadischer Sportschütze                                                                      | 57    |       |
| 25. Januar | George Barnes                     | britischer Sportschütze                                                                       |       |       |
| 25. Januar | Edmund John Myer                  | US-amerikanischer Gesangslehrer                                                               | 88    |       |
| 26. Januar | Julius Berthold                   | deutscher Maschinenfabrikant                                                                  | 88    |       |
| 26. Januar | Marie Anne van Herwerden          | niederländische Medizinerin und Hochschullehrerin                                             | 59    |       |
| 26. Januar | Luigi Schiaparelli                | italienischer Paläograph                                                                      | 62    |       |
| 27. Januar | Filomeno da Câmara de Melo Cabral | portugiesischer Gouverneur und Politiker                                                      | 60    |       |
| 27. Januar | Evarist Ritter von Czaykowszki    | katholischer Priester und Kanoniker                                                           | 75    |       |
| 27. Januar | Otto Max Köbner                   | deutscher Verwaltungsjurist und Hochschullehrer                                               | 64    |       |
| 27. Januar | Anton Kohl                        | österreichischer Kommunalpolitiker der Sozialdemokratischen Arbeiterpartei Österreichs (SDAP) | 66    |       |
| 27. Januar | Karl Mack                         | deutscher Physiker und Meteorologe                                                            | 76    |       |
| 27. Januar | Wilhelm Salb                      | deutscher Verwaltungsjurist und Bezirksoberamtmann                                            | 69    |       |
| 28. Januar | Alexander Classen                 | Begründer der analytischen Elektrolyse                                                        | 90    |       |
| 28. Januar | Ferdinand Fischer                 | deutscher Gastwirt und Politiker, MdL                                                         | 93    |       |
| 28. Januar | Hermann Krafft                    | deutscher Pastor                                                                              | 72    |       |
| 28. Januar | Ludwig Pißel                      | deutscher Verwaltungsjurist                                                                   | 48    |       |
| 28. Januar | Armand Rassenfosse                | belgischer Grafiker, Buchillustrator und Maler                                                | 71    |       |
| 28. Januar | Johann Theede                     | deutscher Architekt                                                                           | 57    |       |
| 28. Januar | Heinrich Wiegand                  | deutscher Schriftsteller                                                                      | 38    |       |
| 29. Januar | James Chappuis                    | französischer Chemiker und Physiker                                                           | 79    |       |
| 29. Januar | Spencer Gollan                    | Sportler und Rennpferdbesitzer                                                                | 73    |       |
| 29. Januar | Fritz Haber                       | deutscher Chemiker und Pionier der Ammoniaksynthese und der chemischen Kriegführung           | 65    |       |
| 29. Januar | Dukinfield Henry Scott            | britischer Botaniker                                                                          | 79    |       |
| 29. Januar | Warren Upham                      | US-amerikanischer Geologe, Botaniker und Historiker                                           | 83    |       |
| 29. Januar | Johann Zahnd                      | Schweizer Landschafts- und Genremaler                                                         | 79    |       |
| 30. Januar | Albert Bachmann                   | Schweizer Sprachwissenschafter                                                                | 70    |       |
| 30. Januar | Frank Nelson Doubleday            | US-amerikanischer Verleger                                                                    | 72    |       |
| 30. Januar | Piotr Lebiedziński                | polnischer Chemiker, Fotograf und Erfinder                                                    |       |       |
| 30. Januar | Albert M. Lythgoe                 | US-amerikanischer Ägyptologe                                                                  |       |       |
| 30. Januar | Frank McGee                       | US-amerikanischer Baseballspieler                                                             | 34    |       |
| 31. Januar | Elhard von Morozowicz             | preußischer Offizier und deutscher Politiker (DNVP, Stahlhelm, Wehrwolf, NSDAP), MdR          | 40    |       |
| 31. Januar | Carlos Thays                      | französisch-argentinischer Landschaftsarchitekt                                               | 84    |       |
| 31. Januar | Walter Wellman                    | US-amerikanischer Luftschiffpionier                                                           | 75    |       |
|            | Rudolf Timm                       | politischer Funktionär und NS-Opfer                                                           | 33    |       |

## Februar
| Tag         | Name                                   | Beruf, bekannt als | Alter | Beleg |
| ----------- | -------------------------------------- | --- | ----- | ----- |
| 1. Februar  | Wilhelm Bazille                        | deutscher Jurist und Politiker (DNVP), MdR                                                                               | 59    |       |
| 1. Februar  | Alfred Kattner                         | deutscher Parteifunktionär (KPD)                                                                                         | 37    |       |
| 1. Februar  | John Schehr                            | deutscher Politiker (KPD), MdR                                                                                           | 37    |       |
| 1. Februar  | Eugen Schönhaar                        | deutscher Widerstandskämpfer gegen das NS-Regime                                                                         | 35    |       |
| 1. Februar  | Rudolf Schwarz                         | deutscher Politiker (KPD), Widerstandskämpfer gegen das NS-Regime                                                        | 29    |       |
| 1. Februar  | Erich Steinfurth                       | deutscher Politiker und NS-Opfer                                                                                         | 37    |       |
| 2. Februar  | Friedrich Maximilian Bergfeld          | Mundartdichter des Erzgebirges, Lehrer                                                                                   | 69    |       |
| 2. Februar  | Rudolf Fitzner                         | österreichischer Geiger und Musikpädagoge                                                                                | 65    |       |
| 2. Februar  | James Hartness                         | US-amerikanischer Politiker                                                                                              | 72    |       |
| 2. Februar  | Theodor Henkel                         | deutscher Milchwissenschaftler                                                                                           | 78    |       |
| 2. Februar  | Konrad Kain                            | österreichisch-kanadischer Bergsteiger                                                                                   | 50    |       |
| 2. Februar  | Paul Bruns-Molar                       | deutscher Gesangspädagoge                                                                                                | 66    |       |
| 2. Februar  | Innocenz Tallavania                    | Obermagistratsrat | 65    |       |
| 2. Februar  | Erich Tülff von Tschepe und Weidenbach | preußischer General der Infanterie                                                                                       | 80    |       |
| 3. Februar  | Aussie Elliott                         | US-amerikanischer Krimineller                                                                                            |       |       |
| 3. Februar  | Gilbert Monell Hitchcock               | US-amerikanischer Politiker                                                                                              | 74    |       |
| 3. Februar  | Friedrich Körte                        | deutscher Architekt | 79    |       |
| 3. Februar  | Fritz Neumann                          | deutscher Romanist | 79    |       |
| 3. Februar  | Otto Sommerstorff                      | österreichischer Schauspieler und Autor                                                                                  | 74    |       |
| 3. Februar  | Theodora Elisabeth Vollmöller          | deutsche Schriftstellerin und Frauenrechtlerin                                                                           | 68    |       |
| 4. Februar  | Anton Berghamer                        | österreichischer Landwirt, Industrieller und Politiker, Landtagsabgeordneter                                             | 55    |       |
| 4. Februar  | Julius Block                           | deutscher Unternehmer |       |       |
| 4. Februar  | Rudolf von Horn                        | deutscher General der Artillerie, Präsident des Kyffhäuserbundes                                                         | 67    |       |
| 4. Februar  | Richard von Kralik                     | österreichischer Schriftsteller und Kulturphilosoph                                                                      | 81    |       |
| 4. Februar  | Ernesto Nazareth                       | brasilianischer Komponist                                                                                                | 70    |       |
| 5. Februar  | William Morris Davis                   | US-amerikanischer Naturwissenschaftler                                                                                   | 83    |       |
| 5. Februar  | Eugen Müllendorff                      | deutscher Ingenieur und Schriftsteller                                                                                   | 78    |       |
| 5. Februar  | Ernst Würtenberger                     | deutscher Porträt- und Genremaler, Grafiker und Kunsttheoretiker, Professor an der Landeskunstschule Karlsruhe           | 65    |       |
| 6. Februar  | Hal E. Hoss                            | US-amerikanischer Journalist und Politiker                                                                               | 41    |       |
| 6. Februar  | Alexander Jakesch                      | tschechischer Maler | 71    |       |
| 6. Februar  | August Mühlebach                       | Schweizer Politiker | 61    |       |
| 6. Februar  | Charles Hornung Petit                  | deutscher Kaufmann und Politiker                                                                                         | 89    |       |
| 6. Februar  | Rudolf Schmick                         | deutscher Bauingenieur und Wasserkraftpionier                                                                            | 75    |       |
| 6. Februar  | Edward Wight Washburn                  | US-amerikanischer Chemiker                                                                                               | 52    |       |
| 7. Februar  | Andreas Gebhart                        | österreichischer Politiker (TVP)                                                                                         | 52    |       |
| 7. Februar  | Paul Grosser                           | deutscher Pädiater | 54    |       |
| 7. Februar  | Johannes Kossen                        | deutscher Landwirt und Politiker (Zentrum), MdL                                                                          | 64    |       |
| 7. Februar  | Wilhelm Friedrich Laur                 | deutscher Architekt und Landeskonservator                                                                                | 75    |       |
| 7. Februar  | William Martin                         | Schweizer Historiker, Journalist und Hochschullehrer                                                                     | 45    |       |
| 7. Februar  | Ernesto Quesada                        | argentinischer Jurist, Publizist, Historiker und Sprachwissenschaftler                                                   | 75    |       |
| 7. Februar  | Heinrich Rippler                       | deutscher Schriftsteller, Journalist und Politiker (DVP), MdR                                                            | 67    |       |
| 8. Februar  | Gustav Karthaus                        | Bürgermeister und Mitglied des Provinziallandtages der Provinz Hessen-Nassau                                             | 74    |       |
| 8. Februar  | August Kraus                           | deutscher Bildhauer | 65    |       |
| 8. Februar  | Ferenc Móra                            | ungarischer Schriftsteller, Journalist und Museumskundler                                                                | 54    |       |
| 9. Februar  | Claudio Williman                       | uruguayischer Politiker und Präsident (1907–1911)                                                                        | 72    |       |
| 10. Februar | Paul Hug                               | deutscher Politiker (SPD)                                                                                                | 76    |       |
| 10. Februar | Ossip Schubin                          | böhmische Schriftstellerin                                                                                               | 79    |       |
| 10. Februar | Fred Sterling                          | US-amerikanischer Politiker                                                                                              | 64    |       |
| 10. Februar | Fedor von Zobeltitz                    | deutscher Schriftsteller und Journalist                                                                                  | 76    |       |
| 11. Februar | Julije Drohobeczky                     | rumänischer Geistlicher, Bischof von Križevci                                                                            | 81    |       |
| 11. Februar | Ignaz Hofmann                          | österreichischer Lehrer, Amateurarchäologe und Sammler                                                                   | 76    |       |
| 11. Februar | Fritz Klatte                           | deutscher Chemiker | 53    |       |
| 11. Februar | Andreas C. Ott                         | Schweizer Romanist und Mediävist                                                                                         | 58    |       |
| 12. Februar | Lilian Jane Clarke                     | britische Botanikerin | 68    |       |
| 12. Februar | Leo von Dobschütz                      | preußischer Generalmajor                                                                                                 | 71    |       |
| 12. Februar | Emil Dürr                              | Schweizer Historiker und Archivar                                                                                        | 50    |       |
| 12. Februar | Jacques Joseph                         | deutscher plastischer Chirurg                                                                                            | 68    |       |
| 12. Februar | Emil Peters                            | Detmolder Bürgermeister                                                                                                  | 51    |       |
| 12. Februar | Josef Skrabal                          | regionaler Anführer des Republikanischen Schutzbundes                                                                    | 41    |       |
| 13. Februar | Carl Appel                             | deutscher Romanist | 76    |       |
| 13. Februar | Anna Ettlinger                         | deutsche Literaturdozentin und Schriftstellerin                                                                          | 92    |       |
| 13. Februar | August Hilber                          | österreichischer Freiheitskämpfer                                                                                        | 24    |       |
| 13. Februar | Anton Passy-Cornet                     | österreichischer Opernsänger (Tenor) und -regisseur                                                                      | 65    |       |
| 14. Februar | William E. Humphrey                    | US-amerikanischer Politiker                                                                                              | 71    |       |
| 14. Februar | Wilhelm Kähler                         | deutscher Jurist, Volkswirt, Hochschullehrer und Politiker (DNVP)                                                        | 63    |       |
| 14. Februar | Adolf Luntz                            | Landschafts- und Figurenmaler, Radierer und Lithograf                                                                    | 59    |       |
| 14. Februar | Karl Münichreiter                      | österreichischer Widerstandskämpfer                                                                                      | 42    |       |
| 14. Februar | Vincent Raven                          | englischer Eisenbahningenieur                                                                                            | 74    |       |
| 15. Februar | Ai Xia                                 | chinesische Schauspielerin                                                                                               | 21    |       |
| 15. Februar | Henri Bacher                           | deutsch-lothringischer Maler und Grafiker                                                                                | 43    |       |
| 15. Februar | Abraham Hammerschmidt                  | deutscher Rechtsanwalt, Notar und Politiker                                                                              | 76    |       |
| 15. Februar | Ignaz Petschek                         | böhmischer Bankier, Kohlen-Großhändler und Großindustrieller                                                             | 76    |       |
| 15. Februar | Sebald Schwarz                         | deutscher Pädagoge und Schulreformer, zuletzt Schulrat in Lübeck (1925–1933)                                             | 67    |       |
| 15. Februar | Emil Swoboda                           | österreichischer Widerstandskämpfer, Mitglied des Republikanischen Schutzbundes                                          | 35    |       |
| 15. Februar | Lorenz Vollmuth                        | deutscher Unternehmer | 67    |       |
| 15. Februar | Georg Weissel                          | österreichischer Widerstandskämpfer, Kommandant des Republikanischen Schutzbundes                                        | 34    |       |
| 15. Februar | Richard Zoozmann                       | deutscher Autor und Redakteur                                                                                            | 70    |       |
| 16. Februar | Eduard Georgijewitsch Bagrizki         | sowjetischer Dichter | 38    |       |
| 16. Februar | Charles Pearce Coady                   | US-amerikanischer Politiker                                                                                              | 65    |       |
| 16. Februar | Roberto Ferruzzi                       | italienischer Maler | 80    |       |
| 16. Februar | Alfred Paul Neff                       | Bürgermeister von St. Johann (Saar)                                                                                      | 80    |       |
| 16. Februar | Marie von Thurn und Taxis              | deutsche Adlige und Mäzenin                                                                                              | 78    |       |
| 16. Februar | Carl Willmann                          | deutscher Zauberkünstler, Erfinder, Hersteller und Händler von Zauberartikeln, Autor und Verleger                        | 85    |       |
| 17. Februar | Josef Ahrer                            | österreichischer Sozialdemokrat und Revolutionär                                                                         | 25    |       |
| 17. Februar | Albert I.                              | König der Belgier | 58    |       |
| 17. Februar | Fernando de Arteaga y Pereira          | spanischer Dichter, Romanist und Hispanist                                                                               | 82    |       |
| 17. Februar | Ernst Adolf Brauer                     | deutscher Maschinenbauingenieur und Hochschullehrer                                                                      | 82    |       |
| 17. Februar | Carl Contag                            | deutscher Verwaltungsjurist und Kommunalbeamter; Oberbürgermeister von Nordhausen; Mitglied des Preußischen Herrenhauses | 70    |       |
| 17. Februar | Josef Stanek                           | österreichischer Politiker und Gewerkschafter                                                                            |       |       |
| 17. Februar | Siegbert Tarrasch                      | deutscher Schachspieler                                                                                                  | 71    |       |
| 18. Februar | Ferdinand Eichhorn                     | deutscher Kaufmann und Unternehmer                                                                                       | 80    |       |
| 18. Februar | Adolf Robitschek                       | österreichischer Musikverleger und Musikalienhändler                                                                     |       |       |
| 18. Februar | John Raphael Rogers                    | US-amerikanischer Erfinder                                                                                               | 77    |       |
| 18. Februar | Luis Octavio de Toledo                 | spanischer Mathematiker                                                                                                  | 76    |       |
| 19. Februar | Caleb Bradham                          | US-amerikanischer Apotheker, Erfinder der Pepsi-Cola                                                                     | 66    |       |
| 19. Februar | Caspar Levias                          | amerikanischer Orientalist und Hebraist                                                                                  | 74    |       |
| 19. Februar | Alexander Rogers                       | britischer Sportschütze                                                                                                  | 66    |       |
| 19. Februar | Otto Hellmuth Stowasser                | österreichischer Mediävist und Archivar                                                                                  | 46    |       |
| 19. Februar | Koloman Wallisch                       | österreichischer sozialdemokratischer Arbeiterführer, Landtagsabgeordneter, Abgeordneter zum Nationalrat                 | 44    |       |
| 19. Februar | Ferdinand Wrede                        | deutscher Sprachwissenschaftler                                                                                          | 70    |       |
| 20. Februar | William Kellock Brown                  | schottischer Bildhauer                                                                                                   | 77    |       |
| 20. Februar | Valerie Grey-Stipek                    | österreichische Schauspielerin und Schriftstellerin                                                                      | 89    |       |
| 20. Februar | Hormidas Laporte                       | kanadischer Politiker | 83    |       |
| 20. Februar | Siegfried Seidel-Dittmarsch            | deutscher Politiker (NSDAP), MdR                                                                                         | 47    |       |
| 21. Februar | Jakob Lutschounig                      | österreichischer Politiker (DnP), Abgeordneter zum Nationalrat                                                           | 85    |       |
| 21. Februar | Edouard Montet                         | französisch-schweizerischer evangelischer Geistlicher und Hochschullehrer                                                | 77    |       |
| 21. Februar | Augusto César Sandino                  | Guerillaführer, Revolutionär, Kopf des nicaraguanischen Widerstands gegen die US-Besatzung in Nicaragua                  | 38    |       |
| 22. Februar | Rosetta Lulah Baume                    | kalifornische Lehrerin und in Neuseeland eine liberale Politikerin, Feministin und sozial engagierte Frau                | 62    |       |
| 22. Februar | Anton Bulgari                          | österreichischer Revolutionär                                                                                            | 56    |       |
| 22. Februar | Joseph L. Hooper                       | US-amerikanischer Politiker                                                                                              | 56    |       |
| 22. Februar | Willem Kes                             | niederländischer Dirigent                                                                                                | 78    |       |
| 22. Februar | Hermann Rüfenacht                      | Schweizer Jurist und Diplomat                                                                                            | 66    |       |
| 23. Februar | Edward Elgar                           | britischer Komponist | 76    |       |
| 23. Februar | Christian Heuck                        | deutscher Politiker (KPD), MdR                                                                                           | 41    |       |
| 23. Februar | Otto Hurraß                            | deutscher Kommunist und NS-Opfer                                                                                         | 31    |       |
| 23. Februar | Georg Monsch                           | deutscher Politiker (SPD)                                                                                                | 86    |       |
| 23. Februar | Sophus Müller                          | dänischer Prähistoriker                                                                                                  | 87    |       |
| 23. Februar | Okamoto Renichirō                      | japanischer Generalleutnant                                                                                              | 56    |       |
| 23. Februar | Friedrich von Schorlemer-Alst          | preußischer Landrat | 79    |       |
| 24. Februar | Gertie Brown                           | US-amerikanische Schauspielerin                                                                                          | 55    |       |
| 24. Februar | Fritz Hartmann                         | deutscher Bankmanager | 59    |       |
| 24. Februar | Friedrich Kollarz                      | österreichischer Offizier und Politiker (Großdeutsche Volkspartei), Abgeordneter zum Nationalrat                         | 57    |       |
| 24. Februar | Edmund Meade-Waldo                     | englischer Ornithologe und Naturschützer                                                                                 | 79    |       |
| 24. Februar | Naoki Sanjūgo                          | japanischer Schriftsteller                                                                                               | 43    |       |
| 24. Februar | Carl Stooss                            | Schweizer Strafrechtler                                                                                                  | 84    |       |
| 25. Februar | Richard Herzig                         | deutscher Architekt und preußischer Baubeamter                                                                           | 82    |       |
| 25. Februar | John McGraw                            | US-amerikanischer Baseballspieler und -manager                                                                           | 60    |       |
| 26. Februar | Kârale Andreassen                      | grönländischer Maler, Zeichner und Katechet                                                                              | 43    |       |
| 26. Februar | Paul Ehlers                            | deutscher Wasserbauingenieur                                                                                             | 79    |       |
| 26. Februar | Oskar Wandel                           | deutscher Internist | 60    |       |
| 27. Februar | Berthe Art                             | belgische Pastell- und Stilllebenmalerin                                                                                 | 76    |       |
| 27. Februar | Umberto Benigni                        | italienischer Priester und Kirchenhistoriker                                                                             | 71    |       |
| 27. Februar | Paul Berthon                           | französischer Maler, Lithograph, Plakatkünstler und Designer des Jugendstils                                             | 61    |       |
| 27. Februar | Wilhelm Breidenbach                    | deutscher Heimatforscher                                                                                                 | 75    |       |
| 27. Februar | Carl August Canaris                    | deutscher Manager | 52    |       |
| 27. Februar | Gene Rodemich                          | US-amerikanischer Jazzpianist, Bandleader und Filmkomponist                                                              | 43    |       |
| 27. Februar | Wilhelm Weber                          | deutscher Kommerzienrat; Ehrenbürger in Harburg                                                                          | 76    |       |
| 28. Februar | William Barlow                         | britischer Geologe | 88    |       |
| 28. Februar | Sergei Fjodorowitsch Oldenburg         | russischer Orientalist                                                                                                   | 70    |       |

## März
| Tag      | Name                                                     | Beruf, bekannt als | Alter | Beleg |
| -------- | -------------------------------------------------------- | --- | ----- | ----- |
| 1. März  | Wilhelm Diegelmann                                       | deutscher Schauspieler | 72    |       |
| 1. März  | Hermann Hirsch                                           | deutscher Maler und Bildhauer                                                                                             | 72    |       |
| 1. März  | Heinrich Koch                                            | tschechisch-deutscher Fotograf und Pädagoge                                                                               | 37    |       |
| 1. März  | Charles Webster Leadbeater                               | britischer Priester, Theosoph und Okkultist                                                                               | 87    |       |
| 1. März  | Adolphe Pinard                                           | französischer Geburtshelfer                                                                                               | 90    |       |
| 1. März  | Toros Toramanjan                                         | armenischer Architekt und Historiker                                                                                      | 69    |       |
| 2. März  | Gottlob Egelhaaf                                         | deutscher Politiker | 86    |       |
| 2. März  | Franc Jankovič                                           | slowenischer Politiker, Mitglied des Abgeordnetenhauses                                                                   | 62    |       |
| 2. März  | Alfred Thiele                                            | deutscher Arbeiterfunktionär und antifaschistischer Widerstandskämpfer                                                    | 30    |       |
| 3. März  | Robert Kohlrausch                                        | deutscher Ingenieur, Journalist und Krimiautor                                                                            | 83    |       |
| 3. März  | Wolfgang Pauly                                           | deutsch-rumänischer Schachkomponist                                                                                       | 57    |       |
| 3. März  | Alexander von Salzmann                                   | russischer Maler, Karikaturist und Bühnenbildner                                                                          | 60    |       |
| 3. März  | John Schikowski                                          | deutscher Schriftsteller, Kunsthistoriker, Kunstkritiker, Kulturredakteur und Tanzspezialist                              | 66    |       |
| 4. März  | William A. Chanler                                       | US-amerikanischer Forscher und Politiker                                                                                  | 66    |       |
| 4. März  | Franz Honcamp                                            | deutscher Agrikulturchemiker                                                                                              | 59    |       |
| 5. März  | Oskar von Bezold                                         | preußischer Landrat | 59    |       |
| 5. März  | Arthur Dudley Dobson                                     | neuseeländischer Vermesser und Ingenieur                                                                                  | 92    |       |
| 5. März  | Max Leuthold                                             | deutscher Offizier, zuletzt Generalleutnant                                                                               | 70    |       |
| 5. März  | Julius Wengel                                            | deutsch-französischer Genre- und Landschaftsmaler                                                                         | 68    |       |
| 6. März  | John MacLeod, 1. Baronet                                 | schottischer Politiker | 76    |       |
| 7. März  | Gustav Altfelix                                          | deutscher Jurist, Oberbürgermeister und Ehrenbürger von Lahr/Schwarzwald                                                  | 74    |       |
| 7. März  | Aron Israel Brimann                                      | Herausgeber eines antisemitischen Machwerkes (Judenspiegel)                                                               | 74    |       |
| 7. März  | Ernst Enno                                               | estnischer Lyriker und Kinderbuchautor                                                                                    | 58    |       |
| 7. März  | Carl Friedrich Geiser                                    | Schweizer Mathematiker | 91    |       |
| 7. März  | Carl Grevsmühl                                           | deutscher Justizbeamter und Politiker, MdHB                                                                               | 56    |       |
| 7. März  | John Hamilton-Gordon, 1. Marquess of Aberdeen and Temair | britischer Generalgouverneur von Kanada                                                                                   | 86    |       |
| 7. März  | George Frederick Leycester Marshall                      | britischer Colonel in der indischen Armee und Zoologe                                                                     | 90    |       |
| 7. März  | Margarete Winter                                         | deutsche Automobilpionierin                                                                                               | 77    |       |
| 8. März  | Micheil Bilanischwili                                    | georgischer Maler des Kubismus                                                                                            |       |       |
| 8. März  | Margarete von Oertzen                                    | deutsche Schriftstellerin                                                                                                 | 79    |       |
| 9. März  | Fritz Graf von Schwerin                                  | deutscher Dendrologe und Schriftsteller                                                                                   | 77    |       |
| 9. März  | Herman H. ter Meer                                       | niederländischer Tierpräparator                                                                                           | 62    |       |
| 9. März  | Florian Ringler                                          | österreichischer Zitherspieler und Komponist                                                                              | 77    |       |
| 10. März | Oskar Holtzmann                                          | deutscher Theologe und Neutestamentenforscher                                                                             | 75    |       |
| 10. März | Herman Klein                                             | britischer Musikschriftsteller, Musikkritiker und Gesangslehrer                                                           | 77    |       |
| 10. März | Mirko Korolija                                           | jugoslawischer Schriftsteller und Politiker                                                                               | 47    |       |
| 11. März | Fred B. Balzar                                           | US-amerikanischer Politiker                                                                                               | 53    |       |
| 11. März | Horace Brinsmead                                         | Beamter für zivile Luftfahrt in Australien                                                                                | 51    |       |
| 11. März | Ruth Payne Burgess                                       | US-amerikanische naturalistische Malerin von Porträts, Stillleben und Genremalerin                                        | 68    |       |
| 11. März | Frederick Eaton                                          | US-amerikanischer Politiker                                                                                               | 77    |       |
| 12. März | Harry Green                                              | britischer Langstreckenläufer                                                                                             | 47    |       |
| 12. März | Andrew Norman Meldrum                                    | schottischer Chemiker | 57    |       |
| 12. März | Marie Tonoir                                             | französische Malerin | 73    |       |
| 13. März | Michael Blöth                                            | deutscher Antifaschist und Mitglied der KPD                                                                               | 27    |       |
| 13. März | Angelo Consolini                                         | italienischer Geiger, Bratscher, Musikpädagoge und Komponist                                                              | 74    |       |
| 13. März | Fritz Cortolezis                                         | deutscher Dirigent, Operndirektor und -komponist                                                                          | 56    |       |
| 13. März | Edward Robb                                              | US-amerikanischer Politiker                                                                                               | 76    |       |
| 13. März | Friedrich Stanger                                        | deutscher pietistischer Prediger                                                                                          | 79    |       |
| 13. März | Luis de Uhagón                                           | spanischer Tennisspieler                                                                                                  | 49    |       |
| 14. März | Sixtus von Bourbon-Parma                                 | belgischer Offizier | 47    |       |
| 14. März | João do Canto e Castro                                   | portugiesischer Admiral und Staatspräsident                                                                               | 71    |       |
| 14. März | Francis Llewellyn Griffith                               | britischer Ägyptologe, erster Professor für Ägyptologie in Oxford                                                         | 71    |       |
| 14. März | Luise Koch                                               | deutsche Pädagogin, Politikerin (DDP) und Frauenrechtlerin                                                                | 73    |       |
| 14. März | Jack McPherson                                           | schottischer Fußballspieler                                                                                               |       |       |
| 14. März | Walter d’Arcy Ryan                                       | US-amerikanischer Lichtgestalter                                                                                          | 63    |       |
| 15. März | Davidson Black                                           | kanadischer Paläoanthropologe                                                                                             | 49    |       |
| 15. März | Ferro Milone                                             | italienischer Zeichner, Maler und Hochschullehrer                                                                         | 53    |       |
| 15. März | Rudolf Wedra                                             | österreichischer Politiker (GdP, DnP), Abgeordneter zum Nationalrat                                                       | 70    |       |
| 16. März | Aukusti Aho                                              | finnischer Politiker | 66    |       |
| 16. März | Heinz-Udo Brachvogel                                     | deutscher Filmjournalist                                                                                                  | 44    |       |
| 16. März | Fritz Friedmann-Frederich                                | deutscher Dramatiker, Regisseur und Theaterdirektor                                                                       | 51    |       |
| 16. März | Luise Neumann                                            | deutsche Landschafts- und Porträtmalerin                                                                                  | 96    |       |
| 16. März | Georg Rosenthal                                          | deutscher klassischer Philologe und Pädagoge                                                                              | 60    |       |
| 16. März | Anton Spetzler                                           | deutscher Politiker (DVP), MdR                                                                                            | 64    |       |
| 17. März | Wilhelm Meyer-Förster                                    | deutscher Schriftsteller                                                                                                  | 71    |       |
| 17. März | Paul Rehbach                                             | deutscher Politiker (USPD, SPD, KPD, SAPD)                                                                                | 60    |       |
| 17. März | Alfred von Scholtz                                       | deutscher Bauingenieur, Stadtplaner und Baubeamter                                                                        | 83    |       |
| 17. März | Burleigh F. Spalding                                     | US-amerikanischer Politiker                                                                                               | 80    |       |
| 17. März | Francis Preston Venable                                  | US-amerikanischer Chemiker                                                                                                | 77    |       |
| 18. März | Hermann Ott                                              | deutscher Politiker (Zentrum), MdR                                                                                        | 63    |       |
| 19. März | Anthony Johannes Blok                                    | niederländischer Strafrechtler                                                                                            | 66    |       |
| 19. März | Wilhelm John                                             | österreichischer Historiker und Museumsdirektor                                                                           | 56    |       |
| 19. März | Andrew E. Lee                                            | US-amerikanischer Politiker                                                                                               | 87    |       |
| 19. März | Edward Montagu-Stuart-Wortley                            | britischer General | 76    |       |
| 19. März | Thorild Olsson                                           | schwedischer Mittel- und Langstreckenläufer                                                                               | 47    |       |
| 19. März | Hugo Prinz                                               | deutscher Althistoriker                                                                                                   | 51    |       |
| 20. März | Francis Arthur Bather                                    | britischer Paläontologe                                                                                                   | 71    |       |
| 20. März | Emma von Waldeck und Pyrmont                             | Regentin der Niederlande und von Luxemburg                                                                                | 75    |       |
| 20. März | Ernst Johanssen                                          | deutscher lutherischer Pastor, Missionar und Missionstheologe                                                             | 69    |       |
| 20. März | Salvatore Ottolenghi                                     | italienischer Arzt, Professor der gerichtlichen Medizin                                                                   | 72    |       |
| 21. März | Nicanor Abelardo                                         | philippinischer Komponist, Pianist und Musikpädagoge                                                                      | 41    |       |
| 21. März | Otto Baumgarten                                          | deutscher evangelischer Theologe und Hochschullehrer                                                                      | 76    |       |
| 21. März | Franz Elpel                                              | deutscher Gartendirektor                                                                                                  | 78    |       |
| 21. März | Reinhard Frank                                           | deutscher Strafrechtsprofessor                                                                                            | 73    |       |
| 21. März | Thomas Muir                                              | schottischer Mathematiker                                                                                                 | 89    |       |
| 21. März | Franz Schreker                                           | österreichischer Komponist                                                                                                | 55    |       |
| 21. März | Lilyan Tashman                                           | US-amerikanische Schauspielerin                                                                                           | 37    |       |
| 21. März | Ludwig Troske                                            | deutscher Ingenieur und Rektor der Leibniz Universität Hannover (1917–1919)                                               | 78    |       |
| 22. März | Emma Berndl                                              | österreichische Theater- und Stummfilmschauspielerin                                                                      | 56    |       |
| 22. März | Georg Eckl                                               | österreichischer Eisenbahningenieur und Landtagsabgeordneter (DNP)                                                        | 77    |       |
| 22. März | Karl von Eichendorff                                     | preußischer Oberstleutnant, Enkel von Joseph von Eichendorff                                                              | 71    |       |
| 22. März | Arrien Johnsen                                           | deutscher Mineraloge | 56    |       |
| 22. März | Yrjö Linko                                               | finnischer Turner | 49    |       |
| 22. März | Artur Mest                                               | deutscher Kinounternehmer                                                                                                 | 58    |       |
| 22. März | Harry E. Rowbottom                                       | US-amerikanischer Politiker                                                                                               | 49    |       |
| 22. März | Karl von Stünzner-Karbe                                  | deutscher Gutsbesitzer und Politiker (DNVP), MdL                                                                          | 62    |       |
| 22. März | Theofilos                                                | griechischer Maler |       |       |
| 22. März | Gustav H. Wolff                                          | deutscher Bildhauer, Maler und Kunstschriftsteller                                                                        | 47    |       |
| 23. März | Wenzel Hablik                                            | deutscher Maler, Graphiker und Kunsthandwerker                                                                            | 52    |       |
| 23. März | Werner Ladwig                                            | deutscher Dirigent | 34    |       |
| 23. März | Florenz Robert Schabbon                                  | deutscher Maler | 34    |       |
| 23. März | Gustav Stölting                                          | deutscher Jurist, Geheimer Konsistorialrat, Ritterschaftsdeputierter und Mitglied im Hannoverschen Provinziallandtag      | 84    |       |
| 24. März | Friedrich Buff                                           | deutscher Jurist und Politiker                                                                                            | 75    |       |
| 24. März | Theodor Cuno                                             | deutsch-amerikanischer Ingenieur, Mitglied der Ersten Internationale                                                      | 87    |       |
| 24. März | William Donne                                            | britischer Cricketspieler                                                                                                 | 57    |       |
| 24. März | Jacob W. Graybill                                        | US-amerikanischer Politiker                                                                                               | 72    |       |
| 24. März | William Joseph Hammer                                    | US-amerikanischer Ingenieur                                                                                               | 76    |       |
| 24. März | William States Lee                                       | US-amerikanischer Elektroingenieur                                                                                        | 62    |       |
| 24. März | Boris Ismailowitsch Sresnewski                           | russischer Meteorologe und Hochschullehrer                                                                                | 76    |       |
| 25. März | Arthur Dorward                                           | britischer General | 85    |       |
| 25. März | Wilhelm Kunstmann                                        | deutscher Reeder | 89    |       |
| 25. März | Arthur Alfred Lynch                                      | australo-irischer Schriftsteller, Politiker, Arzt, Oberst im Burenkrieg, Mitglied des britischen Unterhauses (für Irland) | 72    |       |
| 25. März | Georg Stern                                              | deutscher Ingenieur | 66    |       |
| 25. März | Armin von Tyszka                                         | deutscher Verwaltungsbeamter                                                                                              | 69    |       |
| 26. März | Alfredo Acton                                            | italienischer Admiral und Senator                                                                                         | 66    |       |
| 26. März | Henry A. Barnhart                                        | US-amerikanischer Politiker                                                                                               | 75    |       |
| 26. März | John Biller                                              | US-amerikanischer Leichtathlet                                                                                            | 56    |       |
| 26. März | Torquato Dini                                            | italienischer Geistlicher, römisch-katholischer Erzbischof und Diplomat des Heiligen Stuhls                               | 40    |       |
| 26. März | Grete Gulbransson                                        | österreichische Schriftstellerin und Heimatdichterin                                                                      | 51    |       |
| 26. März | Emil Guttmann                                            | österreichischer Schauspieler, Regisseur und Sänger                                                                       | 54    |       |
| 26. März | Arthur Hübner                                            | deutscher Psychiater | 55    |       |
| 26. März | Molino von Kluck                                         | deutsche Schauspielerin                                                                                                   | 22    |       |
| 26. März | Gustav König                                             | Schweizer Politiker | 71    |       |
| 26. März | Franz Josef Swoboda                                      | österreichischer Orgelbauer                                                                                               | 64    |       |
| 27. März | Leonhard Hilpert                                         | deutscher Metzger und Politiker (BBB), MdR                                                                                | 81    |       |
| 27. März | Francis William Reitz                                    | südafrikanischer Journalist und Politiker                                                                                 | 89    |       |
| 28. März | Abdullah Bughra                                          | Emir, Heerführer der Islamischen Republik Ostturkestan                                                                    |       |       |
| 28. März | Maurice Galbraith Cullen                                 | kanadischer Maler des Impressionismus                                                                                     | 67    |       |
| 28. März | Rudolf von Larisch                                       | österreichischer Grafikdesigner und Typograf                                                                              | 77    |       |
| 28. März | Willfred W. Lufkin                                       | US-amerikanischer Politiker                                                                                               | 55    |       |
| 28. März | Mahmoud Mokhtar                                          | ägyptischer Bildhauer | 42    |       |
| 28. März | Erich Rabbethge                                          | deutscher Unternehmer | 63    |       |
| 28. März | Paul de Rousiers                                         | französischer Wirtschafts- und Sozialwissenschaftler                                                                      | 77    |       |
| 29. März | Isidor Fisch                                             | deutsch-US-amerikanischer Mann                                                                                            | 28    |       |
| 29. März | Friedrich August Emil Heuer                              | Karosseriebauer (Automobil & Kutschen)                                                                                    | 76    |       |
| 29. März | Otto Hermann Kahn                                        | US-amerikanischer Bankier und Mäzen                                                                                       | 67    |       |
| 29. März | Ludwig Marum                                             | deutscher Rechtsanwalt, Politiker (SPD), MdR und Opfer des NS-Regimes                                                     | 51    |       |
| 29. März | Wilhelm Velthaus                                         | deutscher Lehrer und Politiker                                                                                            | 47    |       |
| 30. März | Finnur Jónsson                                           | isländischer skandinavistischer Mediävist                                                                                 | 75    |       |
| 30. März | Hans Lauchlan von Guenther                               | Unterstaatssekretär und Oberpräsident                                                                                     | 70    |       |
| 30. März | Reinhold Jubelt                                          | deutscher Buchhändler, Journalist und Zeitungsverleger                                                                    | 70    |       |
| 30. März | Ronald Munro-Ferguson, 1. Viscount Novar                 | Generalgouverneur Australiens                                                                                             | 74    |       |
| 30. März | Friedrich Quincke                                        | deutscher Chemiker; Rektor der Technischen Hochschule Hannover (1927–1929)                                                | 68    |       |
| 30. März | August Ritt                                              | österreichischer Bautechniker, Verwaltungsbeamter und Minister für öffentliche Arbeiten                                   | 81    |       |
| 30. März | Joachim von Winterfeld                                   | preußischer Offizier, Schriftsteller                                                                                      | 60    |       |
| 31. März | James Mackintosh Bell                                    | kanadischer Geologe | 56    |       |
| 31. März | Franziskus Ehrle                                         | deutscher Kardinal, Präfekt der Vatikanischen Bibliothek                                                                  | 88    |       |
| 31. März | Eugen Felle                                              | deutscher Postkartenmaler                                                                                                 | 64    |       |
| 31. März | René Guisan                                              | Schweizer evangelischer Geistlicher und Hochschullehrer                                                                   | 59    |       |
| 31. März | Max Pauly                                                | österreichischer Politiker (GdP), Abgeordneter zum Nationalrat                                                            | 58    |       |